# Lagochile vasseli
Lagochile vasseli är en skalbaggsart som beskrevs av Marc Soula 2010. 
Lagochile vasseli ingår i släktet Lagochile och familjen Rutelidae. Inga underarter finns listade i Catalogue of Life.